# Équipe cycliste Wiggins Le Col

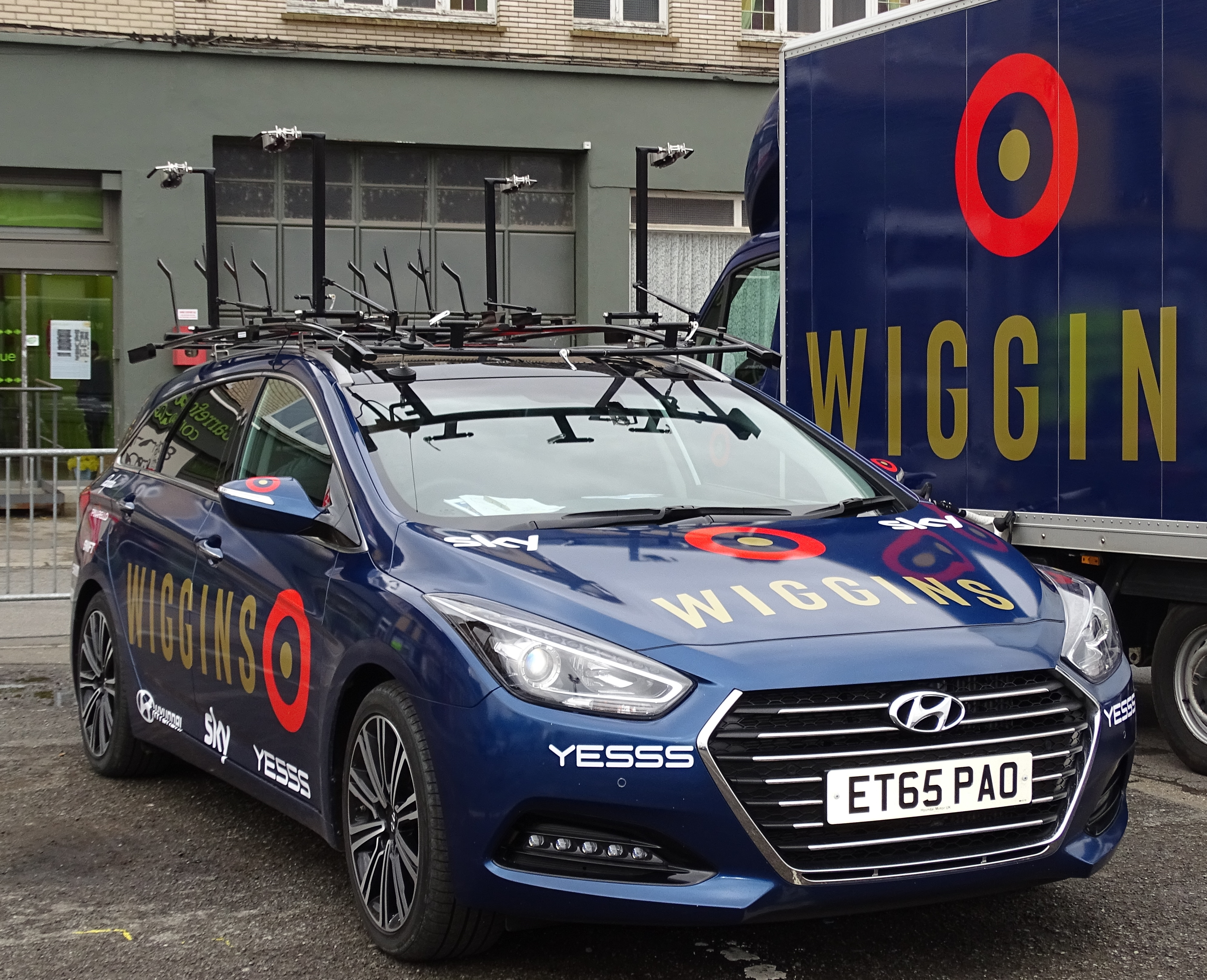
Véhicule de l'équipe en 2016

Pour les articles homonymes, voir Wiggins.
L'équipe cycliste Wiggins Le Col (officiellement Team Wiggins Le Col) est une équipe cycliste britannique active entre 2015 et 2019. Créée à l'initiative du vainqueur du Tour de France Bradley Wiggins, elle court durant son existence avec le statut d'équipe continentale et participe à des compétitions de cyclisme sur route et sur piste. James Knox, Jonathan Dibben, Owain Doull et Tom Pidcock ont couru pour cette équipe.

## Histoire de l'équipe
L'équipe est fondée par le multiple champion olympique et vainqueur du Tour de France 2012 Bradley Wiggins, après de nombreuses spéculations lors de la fin de la saison sur route 2014. Le but de l'équipe est de faciliter le retour à la piste de Wiggins dans le cadre de ses préparatifs pour les Jeux olympiques de 2016,. 
L'équipe bénéficie d'un budget de 460 000 £, tout comme d'autres équipes continentales telles que JLT-Condor ou Madison Genesis. Selon Cycling Weekly, le management de l'équipe comprend : Robert Dodds (Président de XIX Entertainment - qui est également le manager de Wiggins), Andrew McQuaid (agent de coureur et directeur de Trinity Sports Management) et Wiggins lui-même. Le premier directeur sportif (DS) de l'équipe est l'ancien DS de Wiggle-Honda Simon Cope.
La saison 2015 est la première de cette nouvelle équipe continentale britannique. Elle débute avec huit coureurs à temps plein. Wiggins rejoint officiellement l'équipe le 1er mai 2015, date à laquelle l'UCI autorise les transferts en cours de saison. Les huit premiers coureurs enregistrés sont : Steven Burke (champion du monde et olympique de poursuite par équipes), Mark Christian, Jon Dibben, Owain Doull, Daniel Patten, Iain Paton (spécialiste du cyclo-cross et du VTT), Andrew Tennant (ancien champion du monde junior de poursuite individuelle) et Michael Thompson,.
Le 5 janvier 2015, l'équipe reçoit officiellement sa licence d'équipe continentale. En mars 2015, Wiggins confirme qu'il effectuera ses débuts avec l'équipe lors du premier Tour de Yorkshire, organisé début mai. En 2016, il participe une nouvelle fois au Tour de Yorkshire avec son équipe, où il abandonne lors de la première étape. Le Team Wiggins n'est pas invité sur le Tour de Yorkshire 2017. En 2018, après la dissolution de l'équipe Aqua Blue Sport, l'équipe Wiggins est invité sur le Tour de Grande-Bretagne 2018. Thomas Pidcock est le meilleur coureur de l'équipe dans la course, avec une 17e place du classement général.
En 2019, l'équipe est renommée Team Wiggins Le Col. Le Col est le fournisseur de maillots de l'équipe depuis 2018. Le 24 août 2019, l'organisation annonce son arrêt définitif après le Tour de Grande-Bretagne, organisé du 7 au 14 septembre. New Team Cycling Ltd, qui possédait et gérait l'équipe Wiggins est liquidée en 2020 avec des dettes de 587 008 £.

## Sponsors et financements
Sky, ainsi que British Cycling parrainent et soutiennent l'équipe. L'équipement est fourni par Rapha, puis par Le Col à partir de 2018. L'équipe utilise des vélos Pinarello équipés avec Zipp, Fizik, Elite et des pièces SRAM.

## Palmarès et principaux résultats

### Championnats internationaux
Sur piste
- Championnats du monde sur piste : 2
  - Course aux points : 2016 (Jonathan Dibben)
  - Course à l'américaine : 2016 (Bradley Wiggins)
- Championnats d'Europe sur piste : 2
  - Poursuite par équipes : 2015 (Bradley Wiggins) et 2017 (Corentin Ermenault)

### Courses d'un jour
- Rutland-Melton Cicle Classic : 2018 (Gabriel Cullaigh)
- Paris-Roubaix espoirs : 2019 (Thomas Pidcock)

### Courses par étapes
- Tour Alsace : 2019 (Thomas Pidcock)

### Championnats nationaux
- Championnats de Grande-Bretagne sur route : 3
  - Course en ligne espoirs : 2015 (Owain Doull) et 2018 (Robert Scott)
  - Contre-la-montre espoirs : 2016 (Scott Davies)
- Championnats d'Irlande sur route : 2
  - Course en ligne espoirs : 2016 et 2017 (Michael O'Loughlin)
- Championnats de Nouvelle-Zélande sur route : 3
  - Course en ligne : 2019 (James Fouché)
  - Course en ligne espoirs : 2019 (James Fouché)
  - Contre-la-montre espoirs : 2019 (James Fouché)

- Championnats de Grande-Bretagne sur piste : 1
  - Poursuite : 2015 (Andrew Tennant)
- Championnats de France de cyclisme sur piste : 1
  - Poursuite : 2017 (Corentin Ermenault)

## Classements UCI
L'équipe participe aux circuits continentaux et principalement à des épreuves de l'UCI Europe Tour. Les tableaux ci-dessous présentent les classements de l'équipe sur les différents circuits, ainsi que son meilleur coureur au classement individuel.
| Saison | Classement par équipes | Meilleur coureur au classement individuel |
| ------ | ---------------------- | ----------------------------------------- |
| 2015   | 52e                    | Owain Doull (61e)                         |
| 2016   | 38e                    | Jonathan Dibben (281e)                    |
| 2017   | 70e                    | James Knox (399e)                         |
| 2018   | 47e                    | Mark Downey (254e)                        |
| 2019   | 37e                    | Thomas Pidcock (259e)                     |

| Saison | Classement par équipes | Meilleur coureur au classement individuel |
| ------ | ---------------------- | ----------------------------------------- |
| 2015   | 50e                    | Owain Doull (343e)                        |

| Saison | Classement par équipes | Meilleur coureur au classement individuel |
| ------ | ---------------------- | ----------------------------------------- |
| 2016   | 47e                    | Jonathan Dibben (164e)                    |

| Saison | Classement par équipes | Meilleur coureur au classement individuel |
| ------ | ---------------------- | ----------------------------------------- |
| 2018   | 12e                    | James Fouché (41e)                        |

## Team Wiggins Le Col en 2019
| Coureur               | Date de naissance | Nationalité      | Équipe en 2018          |
| Lawrence Carpenter    | 02/08/1993        | Grande-Bretagne  | Néo-professionnel       |
| Mark Donovan          | 03/04/1999        | Grande-Bretagne  | Team Wiggins            |
| James Fouché          | 28/03/1998        | Nouvelle-Zélande | Team Wiggins            |
| Ben Healy             | 11/09/2000        | Irlande          | Néo-professionnel       |
| Samuel Jenner         | 02/04/1997        | Australie        | Mitchelton-BikeExchange |
| Corentin Navarro      | 29/11/1997        | France           | Team Wiggins            |
| Michael O'Loughlin    | 14/02/1997        | Irlande          | Team Wiggins            |
| Thomas Pidcock        | 30/07/1999        | Grande-Bretagne  | Team Wiggins            |
| Oliver Robinson       | 30/03/1999        | Grande-Bretagne  | Team Wiggins            |
| Jacques Sauvagnargues | 24/09/1999        | Grande-Bretagne  | Team Wiggins            |
| Robert Scott          | 24/07/1998        | Grande-Bretagne  | Team Wiggins            |
| Daniel Tulett         | 03/07/1999        | Grande-Bretagne  | Néo-professionnel       |

## Saisons précédentes
- Team Wiggins en 2016
- Team Wiggins en 2017